# Mindorohoningvogel
De mindorohoningvogel (Dicaeum retrocinctum) is een bastaardhoningvogel die alleen voorkomt op de Filipijnse eilanden Mindoro, Negros en Panay.

## Kenmerken
Deze honingvogel lijkt sterk op Dicaeum australe, maar heeft een wat langere en smallere snavel. De bovendelen van de vogel zijn zwart met een blauwe gloed en een felrode kraag aan de bovenzijde van de rug. Ook de keel en bovenzijde van de borst zijn zwart. De keel heeft ook een klein rood plekje. De buik is wit. 
Deze soort wordt inclusief staart zo'n 10 centimeter.

## Verspreiding en leefgebied
Er zijn voor zover bekend geen verschillende ondersoorten van deze soort. Tot de jaren negentig van de 21e eeuw dacht men dat de mindorohoningvogel alleen op het Filipijnse eiland Mindoro voorkwam. Maar toen ontdekte men ook kleine populaties op Negros en Panay. Op Mindoro komt de mindorohoningvogel voor beneden de 1000 meter in de boomtoppen van de bossen, bosranden of in open terrein met een enkele boom. De populaties op Negros en Panay zijn veel kleiner dan die op Mindoro.